# Hólar

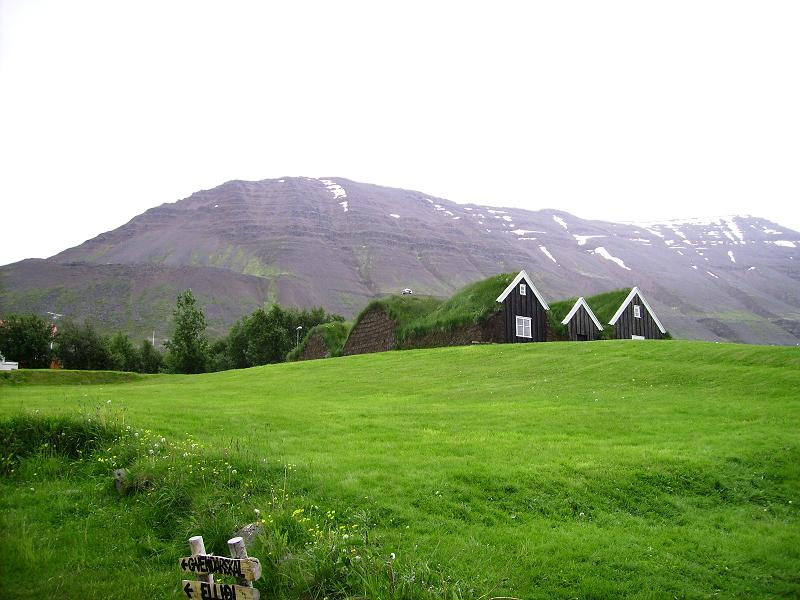
Domy kryte darnią w Hólar.

Hólar (obecnie Hólar í Hjaltadal) – mała miejscowość (94 mieszkańców w 2018 r.) w północnej Islandii, w gminie Skagafjörður, w pobliżu fiordu Skagafjörður, na półwyspie Tröllaskagi, 379 km od Reykjavíku. 
Osadę w 1106 roku założył biskup Jón Ögmundarson. Do 1550 roku siedziba katolickiej diecezji Hólaru (ostatnim katolickim biskupem Hólaru był Jón Arason), później w mieście rezydowali biskupi luterańscy. Najbardziej znanym luterańskim biskupem Hólaru był Guðbrandur Þorláksson, który w 1584 wydał pierwszą Biblię w języku islandzkim – Guðbrandsbiblía. Biskupstwo zlikwidowano w 1801 r. wraz z biskupstwem w Skálholcie. W 1929 Kościół katolicki przywrócił biskupstwo jako stolicę tytularną. 
Obecny luterański kościół w Hólarze (dawna katedra), piąty z kolei w tej miejscowości, poświęcono 20 listopada 1763 r. Jest on najstarszym budynkiem murowanym w całej Islandii. Wewnątrz XVI-wieczny ołtarz przedstawiający ukrzyżowanie Chrystusa, ufundowany przez biskupa Jóna Arasona. W 1950 roku, w czterechsetną rocznicę jego męczeńskiej śmierci, obok kościoła wybudowano wysoką dzwonnicę poświęconą temu biskupowi.